# Pristobrycon
Pristobrycon és un gènere de peixos de la família dels caràcids i de l'ordre dels caraciformes.

## Taxonomia
- Pristobrycon aureus (Spix & Agassiz, 1829)[2]
- Pristobrycon calmoni (Steindachner, 1908)[3]
- Pristobrycon careospinus (Fink & Machado-Allison, 1992)[4]
- Pristobrycon maculipinnis (Fink & Machado-Allison, 1992)[4]
- Pristobrycon striolatus (Steindachner, 1908)[3][5][6]